# (16761) Hertz
(16761) Hertz est un astéroïde de la ceinture principale.

## Description
(16761) Hertz est un astéroïde de la ceinture principale. Il fut découvert par Vittorio Goretti le 3 octobre 1996 à Pianoro. Il présente une orbite caractérisée par un demi-grand axe de 2,6644 UA, une excentricité de 0,180 et une inclinaison de 12,248° par rapport à l'écliptique.
Il fut nommé en l'honneur du physicien allemand Heinrich Rudolf Hertz (1857-1894), qui fit avancer substantiellement la connaissance de l'électricité.

## Compléments